# Terrance Pieters
Terrance Pieters (Almere, 14 december 1996) is een Nederlandse hockeyer. Pieters speelde tot 2019 voor de Almeerse Hockey Club. In de zomer van 2019 stapte hij over naar HC Kampong.
Pieters maakte zijn debuut voor Oranje op 25 januari 2017 in Kaapstad (Zuid-Afrika).

## Erelijst
- Wereldkampioenschap hockey 2018,  Bhubaneswar (reserve)
- Hockey Pro League 2021/2022
- Wereldkampioenschap hockey 2023,  Bhubaneswar/Rourkela
- Hockey Pro League 2022/2023
- Europees kampioenschap 2023, Mönchengladbach
- Hockey Pro League 2024/2025

## Privéleven
Pieters heeft sinds 2017 een relatie met hockey international Xan de Waard.